# 望京SOHO
望京SOHO(ぼうけいSOHO）は、中華人民共和国北京市朝陽区望京にある超高層ビル。ザハ・ハディッドの後期の作品。

## 概要

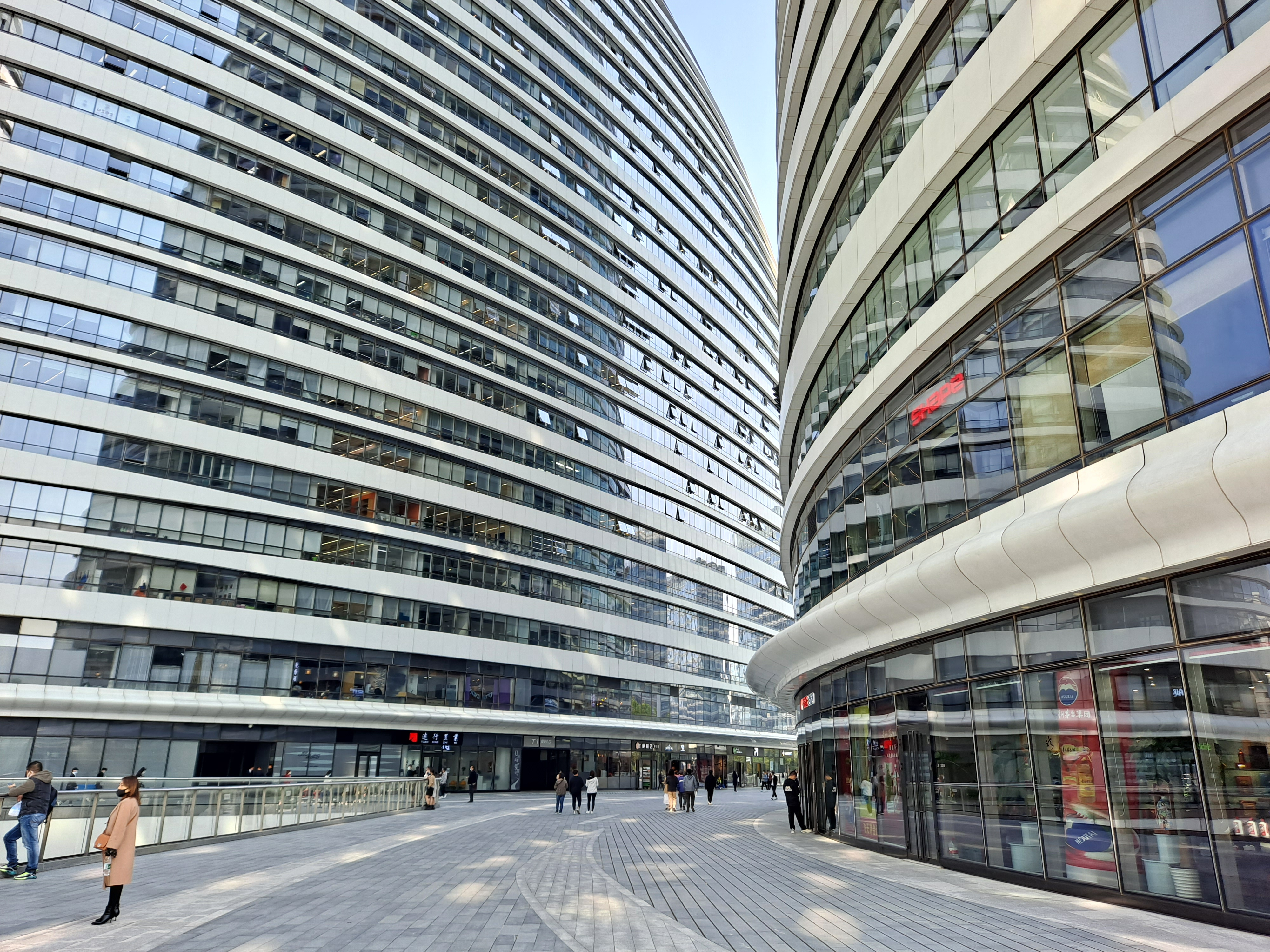
下層階

円形を多用した、特徴的な超高層ビルである。山型の3棟で構成されている。2014年9月に開業した。
建築家ザハが死去する2年前に完成した作品である。北京には同じくザハが設計した銀河SOHOが建っている。
2015年にはエンポリス・スカイスクレイパー賞を受賞した。